# 横浜市立旭北中学校
横浜市立旭北中学校（よこはましりつ あさひきたちゅうがっこう）は、かつて神奈川県横浜市旭区に存在した公立中学校である。2023年（令和5年）横浜市立上白根中学校と統合し横浜市立上白根北中学校となった
開校当初の学区は横浜市立上白根中学校と横浜市立鶴ヶ峯中学校からの分割である。制服等は、上履き、名札は赤、青、緑と学年ごとに区別ができる。校舎は、本館にはスロープが付いている車椅子の通行だけではなく大型荷物の運搬や雨天時の部活動でのランニングにも使用される。体育校舎は3階建てであり1階は半地下である。屋上はプールである。グラウンドにはスプリンクラーが設備されている。本グラウンド地下は治水池を兼ねており大雨後の水の乾きが遅い。なお本校および隣にある上白根ハイツ建設場所から多数の土器等が発掘され建設が2年ほど遅れた。

## 部活動
- 野球部
- 男子ソフトテニス部
- 女子ソフトテニス部
- 陸上競技部
- 男子バレーボール部
- 女子バレーボール部
- 男子バスケットボール部
- 女子バスケットボール部
- 剣道部
- 卓球部
- 吹奏楽部
- 美術部
- 書道部

などがある。

### 過去に存在した部活動
- 新体操部
- 英語部
- 電気工学部
- ソフトボール部